# Vận động viên

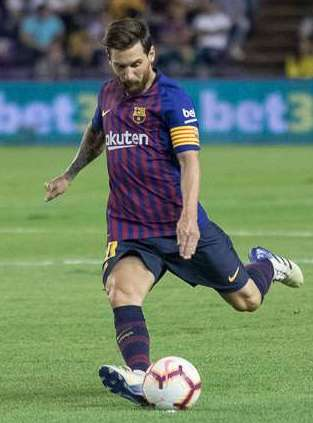
Cầu thủ bóng đá Lionel Messi.

Vận động viên hay còn gọi là lực sĩ là những người được đào tạo để thi đấu các môn thể thao đòi hỏi phải có sức mạnh, dai sức và nhanh nhẹn. Vận động viên có thể là người thi đấu thể thao chuyên nghiệp, nghiệp dư hay bán chuyên nghiệp. Phần lớn các vận động viên chuyên nghiệp có thể hình cân đối có được nhờ một quá trình tập luyện lâu dài kèm theo một chế độ dinh dưỡng nghiêm ngặt.